# Seznam písní Miroslava Donutila

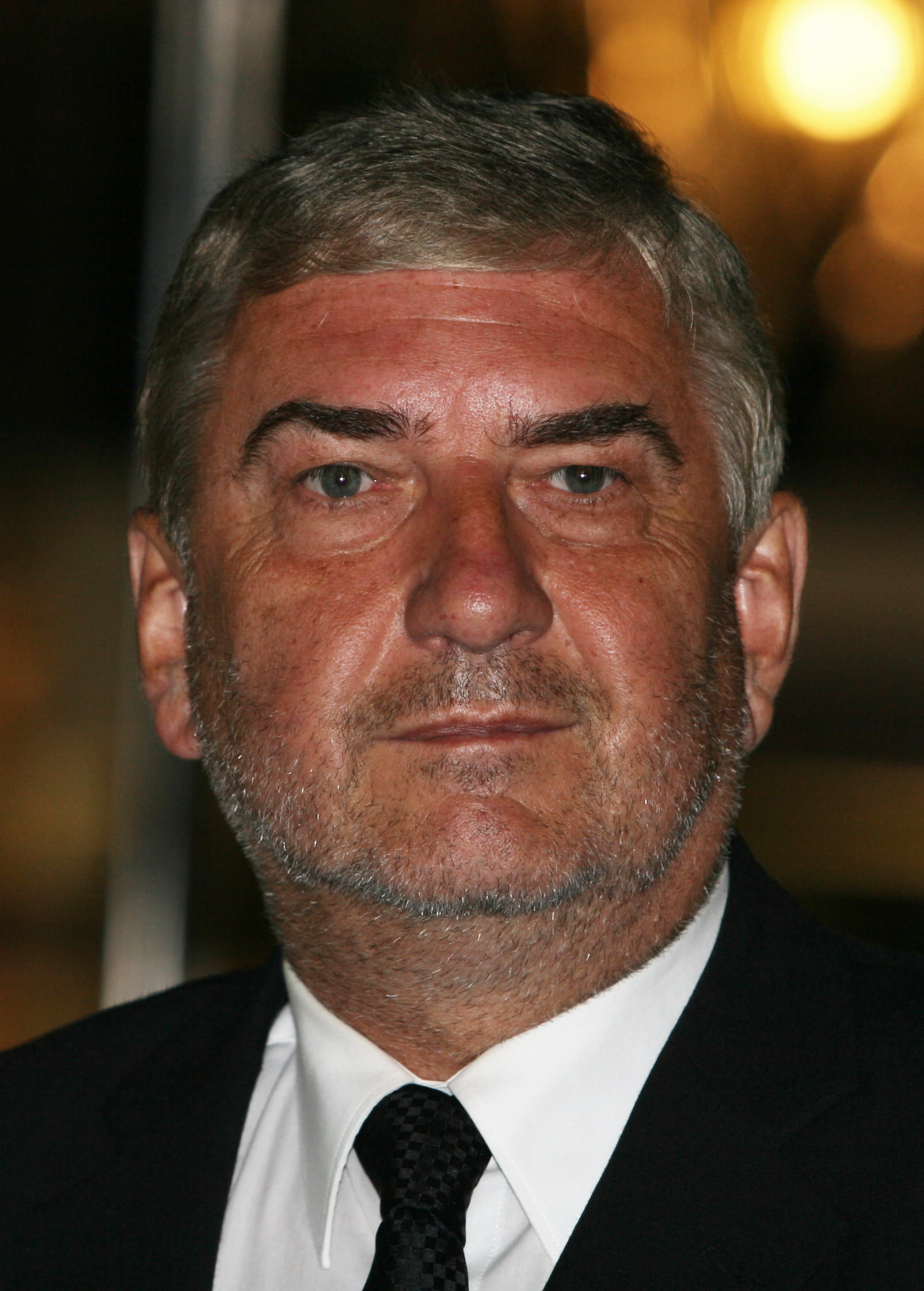
Miroslav Donutil (2008)

Seznam písní Miroslava Donutila je přehled skladeb, které tento český herec zpívá.

## A
- „Ani tak nehoří“ – Písničky z Balady pro banditu (1996)[1] a Písničky, které mám rád (1997)[2]

## D
- „Dobrý večer vám“ – Písničky z Balady pro banditu (1996)[1]
- „Dvě stě malých cigaretek“ – Písničky z Provázku (1999)[3]

## H
- „Hlaď mě“ – Písničky, které mám rád (1997)[2]

## Ch
- „Chodí horou 300 ovec“ – Písničky z Balady pro banditu (1996)[1]
- „Chytají mě chlapci“ – Písničky z Provázku (1999)[3]

## J
- „Já se vrátím“ – Písničky, které mám rád (1997)[2]
- „Já znám kout“ – Písničky, které mám rád (1997)[2]
- „Jako já, jako ty“ – Písničky, které mám rád (1997)[2]
- „Jatelinka drobná“ – Písničky z Balady pro banditu (1996)[1]
- „Jedna holka“ – Ten báječnej mužskej svět (1998)[4]
- „Jeřábi“ – Písničky, které mám rád (1997)[2]

## K
- „Kamarádi moji“ – Písničky z Balady pro banditu (1996)[1]
- „Kdybych byl princem v Tróji“ – Písničky z Provázku (1999)[3]
- „Když Eskymáci tančí“ – Písničky z Provázku (1999)[3]
- „Křížem krážem“ – Písničky z Balady pro banditu (1996)[1]

## M
- „Milá, moje milá“ – Písničky z Provázku (1999)[3]
- „Mississippi“ – Písničky, které mám rád (1997)[2]
- „Moje přání“ – Ten báječnej mužskej svět (1998)[4]
- „Můj grál“ – Písničky, které mám rád (1997)[2]
- „Můj život s mobilem“ – Ten báječnej mužskej svět (1998)[4]

## N
- „Nádherný sen“ – Miroslav Donutil v Hotelu Herbich (2000)[5]
- „Nepůjdu od tebe“ – Písničky z Balady pro banditu (1996)[1]

## O
- „Obrázek z galantní doby“ – Ten báječnej mužskej svět (1998)[4]

## P
- „Pojďme chlapci, pojďme krást“ – Písničky z Balady pro banditu (1996)[1]
- „Pramínek vlasů“ – Písničky, které mám rád (1997)[2]
- „Prokletej ráj“ – Písničky, které mám rád (1997)[2]
- „Prší už tolik dní“ – Ten báječnej mužskej svět (1998)[4]

## Ř
- „Řekněte mamce, prokrista“ – Písničky z Balady pro banditu (1996)[1] a Písničky, které mám rád (1997)[2]

## S
- „Setkání – pozdrav Drupimu“ – Písničky, které mám rád (1997)[2]
- „Shakespearův průvod“ – Ten báječnej mužskej svět (1998)[4]
- „Služba na zámku“ – Ten báječnej mužskej svět (1998)[4]
- „Stromy, keře“ – Písničky z Provázku (1999)[3]
- „Strýček Arlie“ – Písničky z Provázku (1999)[3]

## Š
- „Šibeničky“ – Písničky z Balady pro banditu (1996)[1]

## T
- „Tam u řeky na kraji“ – Písničky z Balady pro banditu (1996)[1]
- „Ten báječnej mužskej svět“ – Ten báječnej mužskej svět (1998)[4]
- „Tmavá nocka“ – Písničky z Balady pro banditu (1996)[1]
- „Toulat se po hvězdách“ – Ten báječnej mužskej svět (1998)[4]
- „Tři chlapi loupili“ – Písničky z Provázku (1999)[3]
- „Tu mrtvý jak se postavil“ – Písničky z Provázku (1999)[3]

## U
- „U tří starých lip“ – Ten báječnej mužskej svět (1998)[4]
- „U vína sedím tu sám“ – Ten báječnej mužskej svět (1998)[4]

## V
- „Vám, dětem z polštářků“ – Písničky, které mám rád (1997)[2]

## Z
- „Zabili, zabili“ – Písničky z Balady pro banditu (1996)[1]
- „Zvolněte tempo, prosím vás“ – Ten báječnej mužskej svět (1998)[4]